# Tjeld-Klasse
Die Tjeld-Klasse war eine in Norwegen konzipierte Klasse von Schnellbooten bzw. Motortorpedobooten (norw.: motortorpedobåt), in den USA als Schnelle Patrouillenboote (fast patrol boats (FPB)) bzw. auch als PT-Schnellboot (PT-Boat, fast (PTF)) bezeichnet. Die Klasse ist auch unter der Bezeichnung Nasty-Klasse bekannt, nach ihrem so benannten Prototyp.

## Baugeschichte

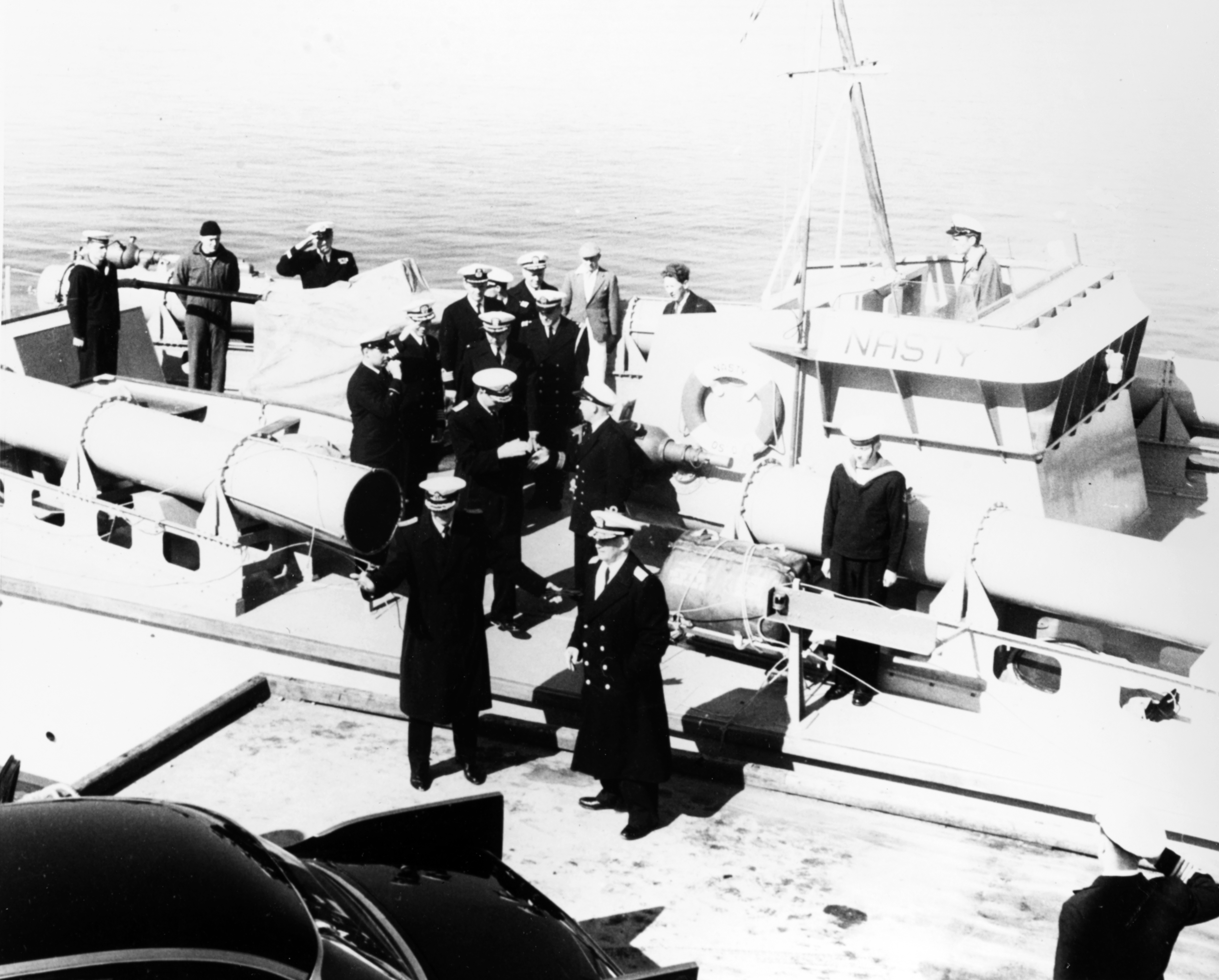
Die Nasty, Mai 1960

Der Prototyp Nasty wurde im Herbst 1957 auf private Initiative und Kosten des Werftbesitzers Toralf Westermoen auf seiner Werft A/S Westermoen Båtbyggeri og Mek. Verksted in Mandal fertiggestellt und getestet. Der Typ war gedacht für die küstennahe Invasionsabwehr der norwegischen Marine, als Ersatz für deren von den USA übernommene Kriegs-PTs der Elco-Klasse und die britischen MTBs des Typs Fairmile D. Die Nasty wurde von dem Konstrukteur Jan Herman Linge entworfen, in enger Zusammenarbeit mit norwegischen Marineoffizieren, die im Zweiten Weltkrieg Erfahrung mit Motortorpedobooten gesammelt hatten. Die Testfahrten des Prototyps überzeugten die norwegische Marineführung, die daraufhin den Bau von zunächst 12 Booten bei Westermoen Båtbyggeri in Auftrag gab. Die Nasty selbst blieb bis 1974 in Dienst.
Die Klasse war nach dem ersten fertiggestellten Boot, KNM Tjeld (P-343), benannt, das im Juni 1960 in Dienst gestellt wurde. In Norwegen wurden von 1959 bis 1966 insgesamt 42 Boote der Tjeld-Klasse gebaut: 22 für die norwegische Marine, 14 für die US Navy, vier für Griechenland und zwei für die deutsche Bundesmarine, die sie später an die Türkei weitergab. Sechs weitere Boote wurden 1968–1969 in Lizenz in den USA für die US Navy gebaut, wobei Kiel, Heck und andere Teile aus Norwegen importiert wurden.

## Technische Daten
Die Boote hatten Rümpfe aus Holz. Sie waren 24,5 m lang und 7,5 m breit und hatten 2,08 m Tiefgang. Ihre Verdrängung betrug, je nach Ausrüstung, 66–76 Tonnen. Die Antriebsanlage bestand aus zwei 18-Zylinder Napier Deltic Schiffsdieselmotoren mit Turbolader von je 2.308 kW (3150 PS) bei 2100/min. Die Höchstgeschwindigkeit betrug 43,5 kn, die Reichweite 912 sm bei 20 kn Marschgeschwindigkeit bzw. 747 sm bei 38 kn. Die Bewaffnung bestand aus vier 53,3-cm Torpedorohren, von denen die beiden achteren gegen Minenlegeschienen ausgetauscht werden konnten, sowie – bei den norwegischen Booten – einem 40-mm-Bofors-Geschütz zur Flugabwehr auf dem Achterdeck und einer 20-mm-Oerlikon-Maschinenkanone auf dem Vorderschiff. Die später von der norwegischen Marineheimwehr übernommenen Boote erhielten statt der Oerlikon-MK zunächst je ein 12,7-mm-Browning M2 Maschinengewehr, bei ihrer späteren Modernisierung schließlich je eine 20-mm Rheinmetall-MK. Die beiden Boote der Bundesmarine hatten statt der 20-mm-MK eine zweite 40-mm Bofors-MK. Die Besatzung bestand aus 18 Mann, auf den US-amerikanischen Booten aus 19–21 Mann. Für den Kommandanten und den Rudergänger gab es Sitze auf dem offenen Kommandostand.

## Die Boote der Klasse

### Norwegen
Alle Boote waren nach Vögeln, Fischen oder Meeressäugern benannt. Als 1979 und 1980 die Boote der Hauk-Klasse als Ersatz für die Tjeld-Klasse in Dienst gestellt wurden, wurden 11 Boote 1981 nach England zur Weiterverwertung verkauft, acht zur Reserve bzw. der Marineheimwehr (Sjøheimevernet) transferiert und eins an eine gemeinnützige Vereinigung verschenkt. Die neuen Boote der Hauk-Klasse erhielten die Vogelnamen der Tjeld-Klasse und die zur Reserve bzw. der Marineheimwehr überstellten Tjeld-Boote wurden auf Namen der ausgemusterten und verkauften Tjeld-Boote umbenannt. Die acht zur Marineheimwehr überstellten Boote bildeten die in Karljohansvern stationierte 27. MTB-Flottille; die Flottille operierte bis etwa 1990 mit diesen Booten und wurde 1993 offiziell aufgelöst. Diese letzten acht Boote wurden 1992 zur Verschrottung oder anderweitigen Verwertung verkauft. Drei befinden sich noch heute in Norwegen, zwei davon als Museumsschiffe.
| Boot           | Umbenennung    | Dienstzeit | Anmerkungen |
| -------------- | -------------- | ---------- | --- |
| Tjeld (P 343)  | Sel (P 343)    | 1959–1992  | 1979 umbenannt, Zur Marinereserve transferiert und bei der Marineheimwehr eingesetzt. 1992 zum Abwracken verkauft.                                                                                                   |
| Skarv (P 344)  |                | 1959–1981  | 1981 nach England zur Weiterverwertung verkauft |
| Teist (P 345)  |                | 1960–1981  | 1981 nach England zur Weiterverwertung verkauft |
| Jo (P 346)     |                | 1960–1981  | 1981 nach England zur Weiterverwertung verkauft |
| Lom (P 347)    |                | 1961–1981  | 1981 nach England zur Weiterverwertung verkauft |
| Stegg (P 348)  | Hval (P 348)   | 1961–1992  | 1979 umbenannt, Zur Marinereserve transferiert und bei der Marineheimwehr eingesetzt. 1992 zum Abwracken verkauft.                                                                                                   |
| Hauk (P 349)   | Laks (P 349)   | 1961–1992  | 1979 umbenannt. Zur Marinereserve transferiert und bei der Marineheimwehr eingesetzt. 1992 zum Abwracken verkauft. Der Rumpf wurde von einem privaten Eigner in England gekauft.                                     |
| Falk (P 350)   |                | 1961–1981  | 1981 nach England zur Weiterverwertung verkauft |
| Ravn (P 357)   | Knurr (P 357)  | 1961–1992  | 1979 umbenannt. Zur Marinereserve transferiert und bei der Marineheimwehr eingesetzt. 1992 zum Abwracken verkauft.                                                                                                   |
| Gribb (P 388)  | Delfin (P 388) | 1961–1992  | 1979 umbenannt. Zur Marinereserve transferiert und bei der Marineheimwehr eingesetzt. 1992 ausgemustert und als Museumsschiff bei der Bauwerft Kværner Båtservice vorgesehen, dann aber doch zum Abwracken verkauft. |
| Geir (P 389)   |                | 1962–1981  | 1981 nach England zur Weiterverwertung verkauft |
| Erle (P 390)   |                | 1962–1981  | 1981 nach England zur Weiterverwertung verkauft |
| Sel (P 382)    |                | 1963–1981  | 1981 nach England zur Weiterverwertung verkauft |
| Hval (P 383)   |                | 1964–1981  | 1981 nach England zur Weiterverwertung verkauft |
| Laks (P 384)   |                | 1964–1981  | 1981 nach England zur Weiterverwertung verkauft |
| Hai (P 381)    |                | 1964–1992  | 1980 zur Marinereserve transferiert und bei der Marineheimwehr eingesetzt. 1992 ausgemustert, mit Plänen, es als Museumsschiff in Fredrikstad zu erhalten.                                                           |
| Knurr (P 385)  |                | 1964–1981  | 1981 nach England zur Weiterverwertung verkauft |
| Lyr (P 387)    |                | 1965–1992  | 1980 zur Marinereserve transferiert und bei der Marineheimwehr eingesetzt. 1992 zum Abwracken verkauft. |
| Skrei (P 380)  |                | 1966–1992  | 1980 zur Marinereserve transferiert und bei der Marineheimwehr eingesetzt. 1992 an das Marinemuseum in Karljohansvern transferiert und, wegen Platzmangel, seitdem Museumsschiff in Haakonsvern.                     |
| Delfin (P 386) |                | 1966–1984  | Nach Ausmusterung einer privaten Vereinigung der Freunde des Shetland Buses zur Bewahrung als Museumsschiff übergeben, aber das Vorhaben schlug fehl, und das Boot kam danach in private Hände.                      |

### US Navy
14 Boote wurden in Norwegen für die US Navy gebaut und von dieser mit den Kennungen PTF 3 bis PTF 16 zur Verwendung in Vietnam in Dienst gestellt, wo sie neben einer großen Zahl amerikanischer PT-Boote mit Aluminiumrümpfen eingesetzt wurden. Zwei dieser Boote, PTF 3 und PTF 4, wurden in die USA verschifft, die übrigen zur Marinebasis Subic Bay auf den Philippinen, wo sie für ihren Einsatz in Vietnam modifiziert (u. a. mit rückstoßfreien Geschützen des Typs 57mm M18 recoilless rifle bewaffnet) und dann nach Đà Nẵng geschickt wurden. Sechs weitere Boote der Klasse, PTF 17 bis PTF 22, wurden in Lizenz in den USA bei John Trumpy and Sons in Annapolis (Maryland) gebaut und zwischen Mai 1968 und Juli 1969 ausgeliefert.
Die Boote operierten aus ihrer Basis in Đà Nẵng. Ihre Besatzungen waren von der US Navy ausgebildete Angehörige der südvietnamesischen Marine. Zusätzlich hatten sie häufig 12 Mann starke südvietnamesische SEAL-Gruppen an Bord. Eingesetzt wurden die Boote zur Beschießung küstennaher Ziele, zu amphibischen Kommandounternehmungen gegen Umschlagplätze des Gegners zur Störung des Nachschubs und zum Aufbringen und Zerstören nordvietnamesischer Fischtrawler entlang der gesamten vietnamesische Küste. Viele nahmen auch an den Desoto Patrouillen, signalerfassende Aufklärung der National Security Agency (NSA) und der US Navy vor der Küste von China, Nordkorea, der Sowjetunion und Nordvietnam, die ab 1962 durchgeführt wurden. Das Ziel der USA darin bestand, Druck auf die nordvietnamesische Führung auszuüben, damit diese ihre Unterstützung für die antiamerikanischen Guerillas in Südvietnam einstellte. Die Strategie ging nicht auf. Im August 1964 wurden teilnehmende US-Schiffe in, was als Tonkin-Zwischenfall bekannt wurde verwickelt (casus belli). Daraufhin folgte die Tonkin-Resolution, womit der auch der politische Weg in den Vietnamkrieg freigegeben wurde.
Nach Berichten aus Norwegen gestanden Anfang 1964 mindestens zwei norwegische Seeleute ihre Beteiligung an klandestinen Angriffen unter Führung der Central Intelligence Agency (CIA) entlang der Küste Nordvietnams. US-Geheimdienste übten Befugnisse aus, die ihnen nie zugestanden worden waren.
Sechs der 20 Boote (PTF 4, PTF 8, PTF 9, PTF 14, PTF 15 und PTF 16) gingen im Vietnamkrieg verloren. Im Januar 1970 wurden alle noch verbliebenen PTF-Boote aus dem Schiffsregister der US Navy gestrichen und offiziell als „schwimmende Ausrüstung“ bezeichnet. Dennoch behielten sie, mit Ausnahme von PTF 13, das die Bootsnummer 80PB6513 erhielt, bis zu ihrer endgültigen Ausmusterung in den späten 1970er Jahren ihre bisherigen Hull-Nummern.

### Griechische Marine
Vier der in Norwegern gebauten Boote wurden an die Griechische Marine geliefert, wo sie noch heute als Patrouillenboote in Dienst stehen.
- CP Andromeda (P 196)
- CP Kyknos (P 198)
- CP Pegasus (P 199)
- CP Toxotes (P 228)

### Deutsche Bundesmarine
Die Bundesmarine kaufte zwei in Norwegen gebaute Boote zur Erprobung und stellte sie vom 5. Oktober 1960 bis zum 4. Januar 1964 als Schnellboot Nasty-Klasse Typ 152 in Dienst. Die Boote, Hugin (P6191) und Munin (P6192), waren dem 1. Schnellbootgeschwader in Kiel-Friedrichsort unterstellt. Nach Abschluss der Erprobung entschied man jedoch, dass die Boote nicht den Erwartungen der Bundesmarine für den Einsatz in Nord- und Ostsee entsprachen. Sie wurden an die Türkei abgegeben.

### Türkische Marine
Die beiden von der Bundesmarine erprobten Boote wurden 1964 an die Türkische Marine abgegeben, wo sie noch mehrere Jahre Dienst taten.
- TCG Doğan (P-327) (ex Hugin)
- TCG Martı (P-328) (ex Munin)